# Стенебея
Стенебея, також Сфенебея (грец. Σθενέβοια) або А́нтея (грец. Ἄντεια) — персонаж давньогрецької мітології, дочка царя Лікії Іобата, дружина тиринтського царя Прета. Намагалася спокусити Беллерофонта, але не дочекалася взаємності і вирішила його занапастити. Зазнавши невдачі, наклала на себе руки або була скинута з Пегаса в море.

## У мітології
Дочка царя Лікії Іобата, що стала дружиною царя Тиринта Прета, сина Абанта, з'являється в античних джерелах під двома різними іменами. Гомер та Асклепіад Мендесський називають її Антея, античні ж трагіки — Стенебея. В альтернативних тлумаченнях міфу цариця є дочкою Амфіанакса, або Афіда/Афіданта, сина Аркада, або царя Фер Адмета й Алкестіди.
Стенебея/Антея стала дружиною Прета, коли той приїхав у Лікію як вигнанець. Пізніше Прет повернувся до Арголіди з військом тестя і відвоював у брата, Акрісія, половину батьківського царства зі столицею в Тиринті. У цьому місті й стало жити подружжя. Коли Прет дав притулок коринтському царевичу Беллерофонту, Стенебея/Антея запалала до гостя пристрастю і спробувала його спокусити, але зустріла відмову. Тоді вона заявила чоловікові, що Беллерофонт схиляв її до подружньої зради. Прет повірив дружині; він не міг сам покарати коринтського царевича, оскільки порушив би таким чином обов'язок гостинності, а тому направив Беллерофонта до тестя в Лікію, забезпечивши листом, у якому просив занапастити посланця. Іобат зазнав у цій справі невдачі. Вражений силою героя, цар видав за нього свою другу доньку, Філоною, і зробив його своїм спадкоємцем.
Дізнавшись про події в Лікії, Стенебея/Антея наклала на себе руки (автор схолій до комедії Арістофана «Жаби» уточнює, що вона випила цикуту). Згідно з Евріпідом, Беллерофонт у польоті скинув царицю Тиринта з Пегаса.
У шлюбі з Претом Стенебея народила, згідно з Гесіодом, трьох дочок: Лісіппу, Іфіною та Іфіанассу. Автор схолій до «Одіссеї» називає її матір'ю Майри. Іфіноя загинула в нападі божевілля, Іфіанасса стала дружиною Мелампода, а Лісиппа — дружиною Біанта.
Античні автори згадують сина Прета на ім'я Мегапент, проте незрозуміло, кого вважали матір'ю цього героя.

## У культурі
Стенебея стала дійовою особою трагедій Софокла («Іобат») й Евріпіда («Стенебея» і «Беллерофонт» — втім, не виключено, що це дві назви однієї п'єси). У джерелах згадуються трагедія Астідаманта Афінського «Беллерофонт» та комедія Евбула з тією самою назвою. Тексти всіх цих творів втрачено. У «Жабах» Арістофана Есхіл у ході суперечки з Евріпідом заявляє, що «не вигадував Стенебею і Федру», а пізніше Евріпід цитує пролог до своєї «Стенебеї».
Дослідники зазначають, що історія про Стенебею і Беллерофонта має багато спільного з біблійним сюжетом про Йосипа і дружину Потіфара.